# Nunataki Fesenkova
Nunataki Fesenkova är en nunatak i Antarktis. Den ligger i Östantarktis. Australien gör anspråk på området. Toppen på Nunataki Fesenkova är 1 232 meter över havet.
Terrängen runt Nunataki Fesenkova är platt åt nordväst, men åt sydost är den kuperad. Trakten är obefolkad. Det finns inga samhällen i närheten.